# Commelina coelestis
Commelina coelestis là một loài thực vật có hoa trong họ Commelinaceae. Loài này được Willd. mô tả khoa học đầu tiên năm 1809.